# Джон Р. Райс
Джон Річард Райс (англ. John Richard Rice; 11 грудня 1895, Кук, Техас — 29 грудня 1980, Мерфрісборо, Теннессі) — американський баптистський проповідник, пастор. Засновник незалежної щотижневої баптистської газети «Меч Господній»

## Життєпис
Джон Р. Райс народився в Техасі в 1895 році, син Вільяма Х. і Салі Елізабет Ля Прейд Райс, найстарший серед трьох братів. Віл Райс був невеличким бізнесменом, проповідником і членом законодавчих зборів штату «шанованим в своїй спільноті». Смерть матері Джона Райса у віці, коли йому було 6 років залишила глибокий слід в його житті.
В дванадцятирічному віці Райс прийняв Христа і приєднався до Південної Баптиської Церкви до якої належали його батьки. Після навчання в загальноосвітніх школах він отримав сертифікат викладача і сам почав навчати в місцевій початковій школі. В 1916 році Райс поступив в Декатський Баптиський Коледж в Декатур, Техас, приїхавши туди 120 миль на своєму коні. В 1918 році, його забрали в армію, але після повернення він поступив в Університет Бейлору, який закінчив у 1920 році. Райс закінчував Університет в Чикаго і був волонтером в Місії Пасифік Гарден, коли він був покликаний бути повністю у служінні, тому він повернувся до Техасу. Він одружився з Люїс МакКлюр Кук, яку зустрів у Декаторі, і невдовзі після цього він вступив до Південно-Західної Богословської Семінарії.

## Раннє служіння
Райс не закінчив свого курсу в семінарії, але в 1923 році його було назначено асистентом пастора Південної Баптиської церкви в Плеінв'ю, Техас. Протягом року він став старшим пастором в Шемрок, Техас, місто нафти, але в 1926 році він залишив пасторування заради проповідування Євангелія. Оселившись у Форт Ворті, він стає неофіційним партнером яскравого і авторитарного фундаменталіста Дж. Франка Норіса, пастора Першої Баптистської Церкви, яка готувалася покинути Південну Баптистську Конвенцію. Сам Райс покинув Південних баптистів у 1927 році.
Протягом наступних декілька років, Райс проводив серії успішних пробуджень в Техасі, які організовував Норіс. Райс проводив євангелізації і потім організував з нових християн щонайменше пів десятка церков з іменем «Фундаментальні баптисти», назва пішла з партнерства з Норісом. В липні 1932 року, Райс влаштував євангелізаційну кампанію в Ок Кліф Далас, де сотні людей прийняли Христа. Там Райс організував Храм Фундаментальних Баптистів. Але замість того щоб рухатися далі, він пасторував церкву більше семи років. Зібрання з більше 1000 членів збудувало два будинки, один з яких був зруйнованим пожежею. Коли Райс відмовився прогинатися під волю Норіса, старий чоловік погрожував і потім порочно атакував його в публікації. Незважаючи на те, проповіді Райса продовжували містити його учительські сенсації з темами такими як «Дикий овес Далласу — Як люди Далласу сіяли його і як вони пожинають», «Танець — Дитина Дому Розпусти, сестра азартних ігор і п'янства, мати похоті — дорога в пекло!» і «Хворі, гнилі тіла з невмираючої личинки і незаморожений вогонь пекла»
Райс вірив, що місією церков було «не піклуватися про християн» але «завойовувати душі».

## Особистість
Райс надзвичайно важко працював і дуже рідко брав відпустку. Одного разу він підрахував, що він був далеко від дому тридцять років за своє сорокап'ятирічне служіння. Його книга «Дім, побачення, шлюб та діти» була написаною у дорозі, один розділ був продиктований в поїзді між Чикаго і Олбані, більшість з інших — під час очікування на літак до ЛаГардія. Донька, котра взяла академвідпустку в коледжі, щоб грати на фортепіано для Райса на двох великих пробудженнях, також друкувала і записувала манускрипт останніх розділів книги. Він стверджував, що його хобі було — працювати з деревом, але навіть маючи всі необхідні для цього інструменти він ніколи не мав часу користуватися ними. Цегляна кімната позаду його будинку, яка була призначена для роботи з деревом зрештою використовувалася як склад.